# Balmerjeva serija
Bálmerjeva sêrija je v fiziki spektralna serija črt, ki se izsevajo pri prehodu vodikovega atoma iz višjega v drugo najnižje stanje (n = 2) (ali absorbirajo pri obratnem prehodu). Balmerjeva serija se izračuna iz Balmerjeve enačbe, izkustvene enačbe, ki jo je leta 1885 odkril švicarski matematik in fizik Johann Jakob Balmer.